# Camerunia lactiflora
Camerunia lactiflora är en fjärilsart som beskrevs av Wichgraf 1914. Camerunia lactiflora ingår i släktet Camerunia och familjen Eupterotidae. Inga underarter finns listade i Catalogue of Life.